# Anna Brzezińska
Pour les articles homonymes, voir Brzezińska.
Anna Brzezińska, née le 9 janvier 1971 à Brzeg, est une athlète polonaise. Elle prend la nationalité néo-zélandaise le 22 janvier 1999.

## Carrière
Septième du 1 500 mètres féminin aux championnats du monde d'athlétisme 1993 à Stuttgart, Anna Brzezińska remporte par la suite la médaille de bronze sur le 3 000 mètres aux Championnats d'Europe d'athlétisme en salle 1994 à Paris. Elle termine sixième du 1 500 mètres féminin aux championnats du monde d'athlétisme 1995 à Göteborg et douzième de la finale du 1 500 mètres féminin aux Jeux olympiques d'été de 1996 à Atlanta.